# Conothraupis
Conothraupis – rodzaj ptaków z rodziny tanagrowatych (Thraupidae).

## Występowanie
Rodzaj obejmuje gatunki występujące w Ameryce Południowej.

## Morfologia
Długość ciała 12–16,5 cm, masa ciała 15–28 g.

## Systematyka

### Etymologia
Greckie κωνος kōnos – „stożek”; θραυπις thraupis – nieznany mały ptak, być może jakiś rodzaj zięby. W ornitologii thraupis oznacza ptaka z rodziny tanagrowatych.

### Gatunek typowy
Schistochlamys speculigera Gould

### Podział systematyczny
Do rodzaju należą następujące gatunki:
- Conothraupis speculigera (Gould, 1855)  – żałobnik białobrzuchy
- Conothraupis mesoleuca (Berlioz, 1939) – żałobnik stożkodzioby